# Анджей Максиміліан Фредро
Анджей Максиміліан Фредро (пол. Andrzej Maksymilian Fredro; 1620, Плешевичі — 15 червня 1679, Перемишль) — польський шляхтич, філософ, письменник, державний діяч Корони Польської в Речі Посполитій.

## Біографічні дані
Народився в родовому замку Фредрів у Плешевичах Син перемиського стольника Єжи Стефана Фредра та його дружини Катажини з Берецьких.
Навчався у Краківському університеті. Кар'єру в сеймі почав за короля Владислава IV Вази. 1649 року власним коштом скерував на битву під Зборовом 100 жовнірів. 1671 року знову надав кошти для фортифікування Перемишля (потім отримав від шляхти Руського воєводства 3000 злотих як «gratitudinis». Підтримав обрання королем Яна II Казимира Вазу, критикував литвинів за їх опозицію. Був власником маєтку з 9 сіл в Перемиській землі, найчастіше перебував в Комарниках (Комарницях, пол. Komarnicach).
Посади: львівський стольник, маршалкував на сеймі 1652 pjre, з 1661 pjre був каштеляном львівським, воєвода подільський у 1677—1679 роках. Його коштом відбудували знищений монастир («кляштор») оо. Реформатів у Перемишлі. Відправляв своїм коштом корогви під Берестечко та Зборів.
Його зятем був Анджей Лончинський — підкоморій новогрудський.

## Творчість
Писав книги латинською мовою, які багато разів перевидавали. Збирався писати книгу з історії. 
Твори Фредро дають уявлення про ідеї польської аристократії XVII століття, — Фредро доводив, що селянин народжений рабства і здатний користуватися свободою. Фредро називали «польським Тацитом».
Видав збірку прислів'їв: «Коваль долі не кує, собі її, хто хоче збудує», «З нічого, нічого не буде», «Простак про речі говорить, мудрий — мовить», «Недовіра вірного зіпсує», «Хто багато прикладає сил, швидко видихається. Для того давно мовили: потихенько далі зайдеш», «Найкращий захист — не потребувати захисту».

### Праці
- «Militaria» (Амстердам, 1668 і Лейпциг, 1757);
- «Gesta populi poloni sub Henrico Valesio» (Данциг, 1652; польський переклад Кондратовича, СПб., 1855);
- «Monita politico-moralia» (Данциг, 1664);
- «Vir Consilii» (посмертне видання, Львів, 1730).

## Родина
- Батько — Юрій Стефан Фредро (пом. 1634), стольник.
- Мати — Катаржина Б'єрецька.
- Дружина — Катаржина Гудзинська.
- Доньки — Тереза Анна Фредро, Анна Вінченця Фредро.
- Сини — Єжи Богуслав Фредро, Станіслав Юзеф Фредро.